# Exeter
Exeter este un oraș și un district nemetropolitan în Regatul Unit, reședința  comitatului Devon, în regiunea South West, Anglia.

## Locuri memorabile

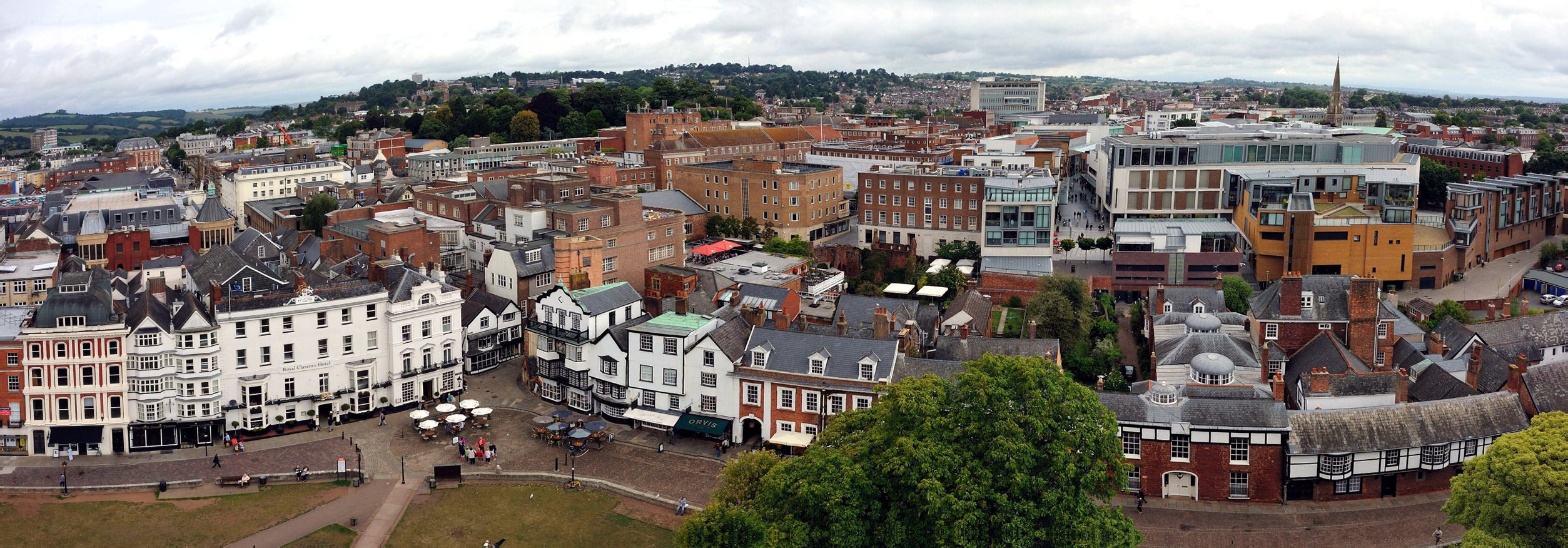
Panoramă din turnul catedralei

## Personalități
- J. K. Rowling, autoarea seriei Harry Potter a terminat cursul de Franceză și literatură clasică la Universitatea Exeter în 1986

## Comunitatea românească
Exeter, fiind un oraș studențesc și reședință de comitat pentru Devon, are o comunitate românească relativ mare. Societatea studențească românească a Universității din Exeter se numește RoSoc.